# Birmânia nos Jogos Olímpicos de Verão de 1988
A Birmânia (atual Myanmar)  participou dos Jogos Olímpicos de Verão de 1988 em Seul, na Coreia do Sul. Não conquistou nenhuma medalha, nem de ouro, nem de prata e nem de bronze. A nação enviou uma pequena delegação composta por dois competidores e três dirigentes. Foi a décima participação do país em Jogos Olímpicos de Verão.